# Амичи, Денис
Денис Амичи (итал. Denis Amici; род. 10 июня 1972, Сан-Марино) — капитан-регент Сан-Марино с 1 апреля по 1 октября 2013 года, избран вместе с Антонеллой Муларони.

## Биография
Денис Амичи родился 10 июня 1972 года в столице Сан-Марино Сан-Марино в семье бизнесмена. Образование получил в области бухгалтерского учёта и торговли. В 1999 году принял от отца строительную компанию. В первый раз избран в Большой генеральный совет в 2008 году по списку Христианско-демократической партии. На выборах в ноябре 2012 года переизбран также по христианско-демократическому списку, но уже в качестве независимого кандидата. С 1 апреля по 1 октября 2013 года являлся капитаном-регентом Сан-Марино.

## Семья
Женат, имеет двоих сыновей — Пьетро и Джованни. Проживает в Фьорентино.

## Факты
- Являлся одним из самых молодых, из действующих руководителей государств мира, в период капитан-регентства.